# Teste de impacto

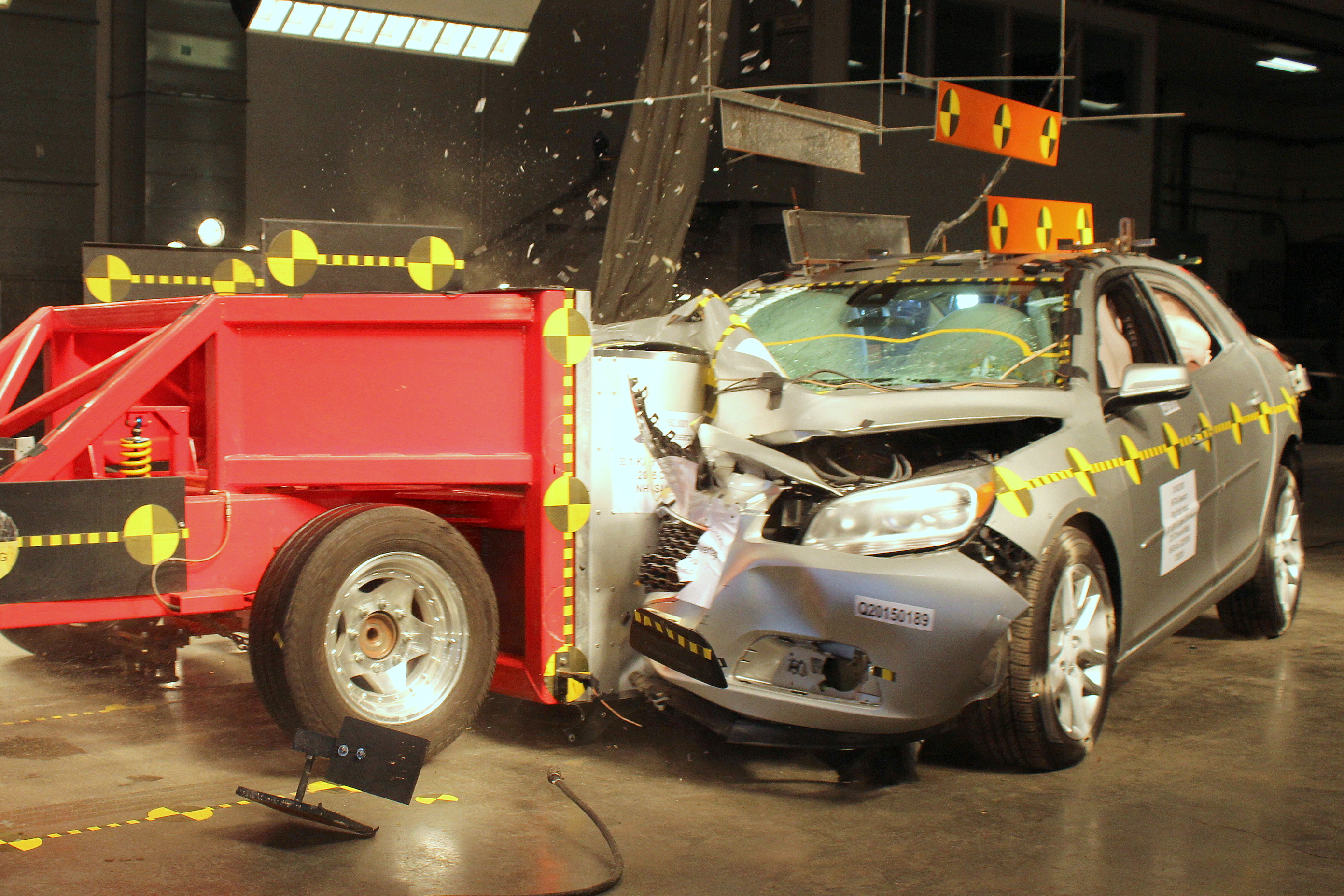
Teste de impacto realizado em um automóvel.

O teste de impacto (também conhecido pelo termo em inglês: crash test) consiste no impacto de veículos automotores contra barreiras indeformáveis (blocos de concreto ou ferro) ou deformaveis (bloco deformavel metalico). Tem por objetivo avaliar a segurança automotiva para verificar se cumprem determinadas normas de segurança de proteção à colisão em situações de acidente de trânsito.

## Antecedentes Históricos e Estatísticas

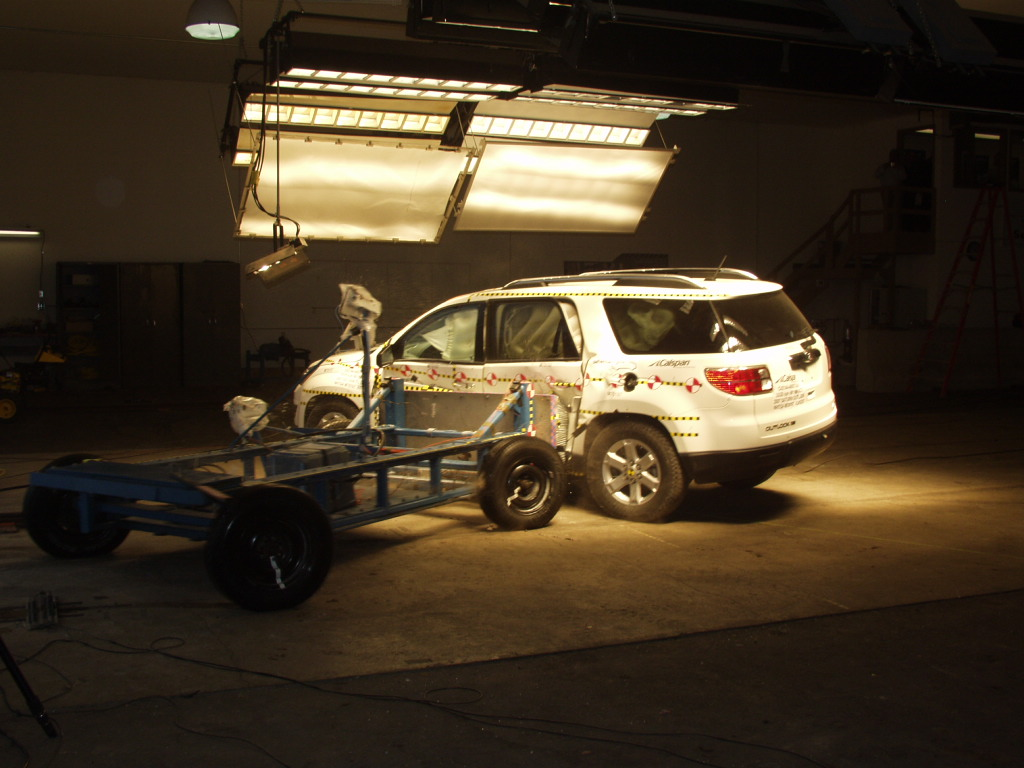
Teste de impacto lateral.

A primeira pessoa reconhecidamente morta em um acidente automobilístico no mundo foi Bridget Driscoll, em 1896, a uma velocidade de 6,5 km/h .
Ao redor do mundo, acidentes automobilísticos vitimam aproximadamente, por estimativa, um milhão de pessoas por ano.
No total de impactos, 83% acontecem contra veículos em movimento, ao passo que 8,9% são contra alvos fixos.  A diferença, 8%, acontece contra alvos não fixos (animais, pessoas, objetos variados, outros).  O impacto frontal domina com 38%, os laterais com 23% e os traseiros com 20%. Apesar de os impactos frontal e traseiro serem mais comuns, o lateral é tido como o mais nocivo.
A diferença, 19%, resulta em outros tipos (capotagens, saltos, quedas).
Curiosamente, a maior causa de acidentes se deve a fatores desconhecidos, cerca de 53%, que podem tanto variar desde causas mecânicas do veículo, males súbitos (paradas cardiorrespiratórias, tromboses, AVC´s hemorrágico ou isquêmico), à alucinações, acidentes induzidos (suicídio), acidentes provocados por terceiros nas vias (pedestres em passarelas que lançam pedras contra para-brisas), ou, ainda, causas sem uma explicação plausível.
Normalmente impactos de crash-test são realizados a velocidades padrão entre 50 e 64 km/h, contra blocos de concreto ou metal indeformáveis.  No entanto, notoriamente observa-se em tráfego rodoviário velocidades médias aproximadas de 120 km/h. Cabe salientar ainda que, nenhuma estrutura veicular conhecida suporta impactos acima de 120 km/h.

## O Air-Bag e a Eficiência de Impacto
Conforme a velocidade, a proteção dos air-bags em uma colisão pode não ser a esperada. Tais aspectos da absorção das estruturas automobilísticas estão ligadas às leis da física, relativamente à massa das estruturas.
A concepção que se faz de veículos de grande estrutura é a de que resultariam em maior proteção, dada a sua massa .  No entanto, tal concepção é errônea, pois a massa em movimento tende a multiplicar-se. Num impacto, toda a inércia da massa é projetada sobre o ponto de impacto da estrutura veicular.  Testes vêm revelando que veículos de maior massa, tipo camionetes e SUVs, são relativamente mais propensos à insegurança que veículos de menor porte, ou seja, não necessariamente são mais seguros.
Um veículo cuja massa seja de 2000 kg, a 100 km/h estaria pesando aproximadamente, e pelo menos, o dobro. Supondo que sua estrutura tenha o peso distribuído regularmente, a estrutura frontal pesaria 700 kg.  Num impacto contra veículo de iguais proporções, a estrutura dianteira receberia a pressão dos restantes 1300 kg do veículo, que estaria pesando 2600 kg, mais a pressão da massa do outro veículo, que estaria pesando 4000 kg, numa pressão total de 6600 kg, em tese.
A eficiência de impacto não resulta necessariamente na sua absorção. O importante no impacto, a fim de que o habitáculo não seja atingido, ou esmagado, é que a estrutura frontal seja rígida o suficiente, a fim de que a energia cinética não seja assimilada internamente ao veículo (pelas vigas do assoalho e colunas da capota), vindo a atingir os ocupantes.
Logo, deve existir uma relativa repulsão entre os veículos. Havendo esmagamento do habitáculo, é praticamente ineficiente a ação de air bags e side bags.  Conforme as imagens a seguir, abaixo, observa-se que muitos dos veículos produzidos até 2001 (nas imagens, modelos de 1997 a 1999) apresentavam forte destruição, com grande deformação de seus assoalhos e vigas da capota (colunas "A"), promovendo segurança incipiente ou quase nula a seus ocupantes.
O Fiat Seicento ilustra bem o resultado de veículos de pouca massa que se envolvem em embates. Não é uma característica desse veículo em especial o fato de se "desmanchar" num choque, mas de todos os veículos de dimensões muito reduzidas.  Entre vários veículos em seu segmento, ele foi o mais ilustrativo das conseqüências.
Uma outra tendência que os veículos até o período mencionado costumavam apresentar era o "mergulho".  Situação como essa, no caso de choque contra veículos mais altos ou de maior porte (ônibus, camionetes, caminhões), em velocidades maiores ocorre o possível  dobramento do veículo em "V", com maior exposição da área do para-brisas (vide Golf) e conseqüente possível passagem do veículo oponente por cima, com esmagamento.
Esse mergulho também é caracterizado pelo rebaixamento do painel sobre os membros inferiores dos ocupantes dos bancos dianteiros, impedindo-os de remoção rápida do veículo, e amputação de seus membros para a remoção pelo resgate.
Outro fato preocupante é que, com referência aos últimos veículos, se abstraidamente fizermos uma projeção continuada do ângulo da coluna "A" (primeira coluna da capota) para baixo, veremos que a linha da coluna, em projeção, invade a área do para-lamas. Vide Citröen Picasso, Renault Scénic e Opel Zafira.
Em outros veículos ainda, essa projeção já chega à zona do para-choques.
Assim, a conclusão é de que, para muitos veículos modernos, a zona de deformação veicular é o próprio para-brisas do automóvel, ou seja, o próprio habitáculo, que vem a receber toda a energia do choque.
Como a velocidade média de viagem aumentou muito nas últimas décadas, passando de uma média aproximada de 80 km/h para médias em torno de 130/140 km/h, muitas das estruturas frontais dos veículos da década de 90 e primeiros anos de 2000 (até 2002), diminuiu em peso e tamanho, não oferecendo, por razões de custos e/ou desempenho veicular, a rigidez necessária, ficando os últimos recursos voltados à segurança pouco satisfatórios. Em muitas vezes, nem isso.

## As diferenças entre projetos até 1999/2000 e novos projetos a partir de 2001
Foi observando as deficiências estruturais que a EuroNCAP (não há informações sobre a NHTSA) recomendou aos fabricantes que se fizessem reforços estruturais frontais, passando muitos veículos a aumentar seu peso em torno de 10 a 30%. A grande maioria das últimas gerações de veículos, a partir de 2003(outras marcas vanguardistas antes ainda - 2001/02), já dispõem de um grande avanço nesse sentido, vindo a atingir de 4 a 5 estrelas na classificação máxima. Em caráter complementar, os primeiros veículos a atingir o padrão 5 estrelas foram respectivamente, Toyota Avensis e Renault´s Velsatis, Scénic (segunda versão) e Novo Megane.
As fotos a seguir ilustram a argumentação e as diferenças de projetos dos referidos anos em questão.

## Peugeot Série 400 1997/2001/2004
OI primeiro modelo da linha 400 apresentado, 1997, tem-se que apresentou forte mergulho e esmagamento inicial do habitáculo (vigas de assoalho e capota),
ainda ocorrendo com alguma intensidade no modelo 2001, sendo os problemas sanados no modelo 2004.

## Saab Série 9 1997/2003
Os modelos Saab, com desestruturação acentuada, mergulho e esmagamento de itens vitais como assoalho e capota,
em 1997, e aborção adequada, em 2003.

## Renault Laguna 1997/2003
O Laguna, em 1997 com mergulho e forte desestruturação e, em 2003 sem mergulho e deformação segura.

## Mercedes-Benz C Class 1997-2001/02
Em 1997, atente-se para as colunas da porta e da capota, bem como a própria da capota, totalmente desestruturada, recebendo toda a energia cinética. Em 2001/02, maior segurança, mas ainda com ligeira tendência ao mergulho.

## Ford Focus 1999/2001
No lançamento do veículo, a clareza quanto ao amplo esmagamento frontal do veículo, e relativo mergulho.
Já no último modelo, uma relativa diminuição dos efeitos do choque, observada inclusive quanto ao mergulho, quase eliminado. Há um resultado mais "controlado" do impacto.

## Chevrolet Vectra 1997/2001/2002
Para o modelo 1997, flagrante mergulho, desestruturação frontal ampla.
Resultado ainda crítico para o modelo 2001, porém, ligeiramente melhor em relação ao modelo anterior.
Resultados negativos amplamente eliminados no modelo 2002, ou seja, a absorção do impacto agora se dá de forma controlada e segura, mas com, ainda, alguma tendência ao mergulho.

## O Padrão Neutro de Impacto
O Ford Fusion/Ecosport 2003 - demonstra bem a tendência atual e futura de impactos, com comportamento absolutamente neutro, seguro e controlado, com total ausência da tendência de mergulho (inercial) dos automóveis e utilitários atuais.

## Estruturas Frontais
Se décadas atrás as estruturas eram relativamente de porte, as mortes se davam pela inutilização de cintos de segurança e inexistência dos air-bags. Não só isso, com as partes frontais cada vez menores, no momento do impacto (se frontal), todo o peso do veículo, como já explanado, vem concentrar-se na dianteira, acentuando ainda mais as conseqüências. Logo, o ideal é que se tivesse, o habitáculo e parte traseira, o mais leve possível, e a dianteira, com uma maior estrutura em aço, ou alumínio, comparativamente ao restante do veículo.
Estruturas frontais, tubulares, de materiais leves e extremamente resistentes, que não implicassem em aumento de massa, mas que servissem de reforço e fossem projetadas numa concepção arqueada, com base na ideia do "ovo" de galináceo, tenderiam a ser relativamente eficientes tanto a impactos frontais quanto laterais. A estrutura elíptica, ou ovalada, não apresenta resistência ao longo de toda sua linha lateral. Mas, por sua vez, considerando-se princípios da física, não apresenta rupturas (ou fraturas) quando submetido a pressões em seus polos, de cima para baixo. Analogamente, tal concepção poderia ser aproveitada para a projeção de estruturas veiculares.

## A ideia do air-bag frontal ao veículo
Outro aspecto importante seria a adoção de sistemas de air-bag frontais ao veículo, que funcionariam com base em sistema eletrônico de cálculo aliado a sensor tipo radar, de coleta de informações. A "percepção" de impacto seria avaliada pelas condições de velocidade, terreno, rotação, marcha, espaço, tempo de reação, tempo de frenagem, espaço de frenagem entre o veículo base e o veículo "intruso".  Além disso, este equipamento atuaria em consonância com as respostas do ABS, controle de tração e rotações do motor.
Com base em cálculo processado em milissegundo, na impossibilidade de parada de ambos os veículos, seria acionado o air-bag frontal.  Ao serem  feitos os cálculos probabilísticos, haveria quatro possibilidades : 1) Ambos os veículos param, não acione; 2)meu veículo para, o outro não para, mas acione por segurança; 3)O outro veículo para, mas o meu não para, acione; e última opção 4)ambos os veículos não param, acione.  Logo, seriam 75% de chances de acionamento.
Sua função seria a de absorver a energia de impacto, atenuando seus efeitos sobre a estrutura do veículo, com maior nível de proteção aos ocupantes. Tais sistemas seriam acoplados ao para-choque e sua dimensão seria de tamanho necessário para abrigar a área frontal do veículo (para-choques, capô e para-brisas).
Assim como tal ideia pode ser adotada para a área frontal, as áreas laterais e traseira poderiam vir a ser equipadas da mesma forma.

## Novos materiais para o para-brisas
Há um tipo de impacto bastante comum, e que normalmente envolve veículos compactos.  É o impacto contra as traseiras de ônibus e caminhões. Normalmente os veículos, devido à baixa altura em relação ao solo, vem a se instalar debaixo da estrutura de carga.

Caso houvesse legislação que limitasse a altura de para-choques de veículos de carga, bem como determinasse que nas traseiras os para-choques fossem alinhados com as estruturas de carga, impactos dessa natureza (com grande proporção de fatalismo) seriam bastante diminuídos, ou até mesmo deixariam de existir.

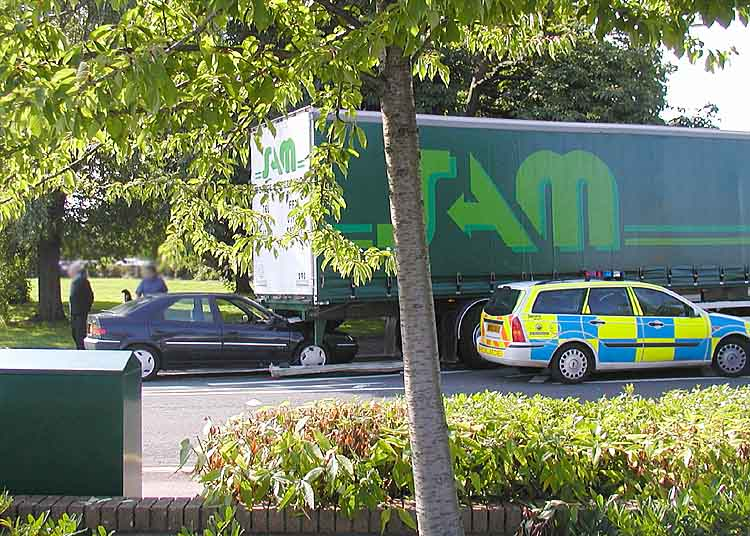
Absorção quase direta sobre o para-brisas

É comum nesses casos o choque diretamente contra o para-brisas. Para tanto, na possibilidade de existência de para-brisas projetados com materiais químicos resinados (policarbonatos, ou similares), estes seriam mais leves e teriam características físicas de flexibilidade.
No para-brisas convencional, por inexistir flexibilidade, o estilhaçamento é inevitável.  Por uma propriedade natural das resinas químicas, a flexibilidade permitiria relativa absorção de impactos perfurantes, impedindo, ou minimizando, danos aos ocupantes.
Comparativamente aos convencionais, poderiam ter resultados bastante satisfatórios na  absorção de choques diretos.

## Novos materiais para a carroceria
Adicionalmente, a indústria automobilística poderia usar, para o reforço de estruturas laterais, capota e colunas, alguma espuma líquida ou em gel, para o preenchimento de espaços entre as chapas de aço externa e interna, que, em contato com o ar, tornar-se-ia uma espécie de espuma de consistência emborrachada (não deve ser confundida com a utilizada nos para-choques),de elevada resistência a fraturas, elevada capacidade de absorção cinética e baixa densidade (peso).  Esta espuma líquida poderia ser alguma composição similar ao poliestireno, mais apropriado, ou polietileno.

## A emergência de uma Agência Federal de Trânsito
No Brasil tem-se um quadro anual de vítimas fatais do trânsito da ordem de 100 mil pessoas, aproximadamente.  Um número altamente significativo, superior ao número de mortes de muitas guerras atuais.[carece de fontes?]
A tendência, considerando a produção anual superior a 2 milhões de novos veículos,[carece de fontes?] é de um aumento contínuo dos acidentes.
Nos Estados Unidos e União Européia, a questão de segurança veicular e de pedestres segue diretrizes de seus respectivos governos, sendo terminantemente obedecidas pelos fabricantes.
No Brasil, observa-se uma limitação governamental em assimilar o que os fabricantes europeus ou norte-americanos ofertam, consoante o interesse comercial ou econômico de cada empresa. Enquanto que naqueles países itens de segurança como ABS, EBD, Airbags e side-bags, detectores de estacionamento são itens quase obrigatórios de segurança, tem-se que no Brasil, por omissão de um imperativo normativo, tais equipamentos são usados em grau de distinção econômica dos consumidores, ou seja, são considerados itens de luxo. Dentre os fabricantes nacionais distingue-se um fabricante francês, que implementa air-bags em quase toda a sua linha de veículos como equipamento de série, desde o início de suas operações no Brasil.
A presença de uma agência, que realizasse testes de impacto, normatizasse os equipamentos de segurança e outros itens e aspectos relativos à segurança veicular e de pedestres seria demasiado importante. A fim de que tão relevante tema não ficasse à reboque do que ocorre em outros países, e à mercê do que interessa ou não aos fabricantes nacionais, sua função seria indispensável, ao contrário do atual órgão regulador, o Contran, cuja função é unicamente a de legislar.
Precisa-se ressaltar que, com o objetivo de não ter de pagar royalties aos europeus, inventores do Air-bag, os norte-americanos suprimiram o referido equipamento de estágio único, aprimorando-o de tal forma a que apresentasse estágios progressivos, conforme a gravidade do impacto, fugindo dessa forma daquela incumbência comercial.
Com o argumento de que a "explosão" do air-bag europeu poderia trazer resultados danosos aos ocupantes, articularam-se na invenção do mesmo equipamento com uma gradação de seu inflamento.  Cabe ressaltar que, no caso de acidente, o primeiro impacto pode ser o primeiro de uma série de choques mais graves, como por exemplo, o primeiro impacto leve contra um veículo, seguido de um mais grave contra um caminhão.
Uma vez que o sistema é de funcionamento mecânico e, por não apresentar ainda recursos de inteligência artificial, não teria como prever a gravidade de uma situação. Logo, seu funcionamento por estágios distintos (em função do tempo do acidente, cujas ações acontecem em milissegundo) poderia trazer resultados não satisfatórios para a segurança dos ocupantes.

## Resposta do consumidor
- Em 1998, o  Rover 100 recebeu uma avaliação de um ocupante adulto de uma estrela nos testes de colisão EuroNCAP; as vendas caíram rapidamente e o design de 18 anos foi rapidamente descartado.
- Em 2005, o Daewoo Kalos fez notícia na Europa e na Austrália, marcando apenas duas estrelas em seu teste de colisão, resultando em vendas menores e demonstrando a influência da resistência ao impacto de veículos no sucesso de um modelo no marketplace. O resultado para Holden na Austrália, que vendeu os Kalos sob o nome Holden Barina, resultou em uma quantidade considerável de publicidade negativa, com o diretor-gerente da Holden forçado a defender publicamente o veículo.[1]